# Norrström
Norrström er en kort flod i Stockholm og det primære udløb fra Mälaren til Østersøen. Den er den vandvej, der var den strategiske anledning til Stockholms beliggenhed.
Norrström begynder i Riddarfjärden ved Strömsborg, hvor Vasabroen nu ligger. Ved Helgeandsholmen deler Norrström sig i to grene, som har hver sin barriere, for at regulere vandføringen. I den sydlige gren, Stallkanalen, holdes vandet tilbage, og det er via den nordlige gren, at den største vandføring kan ses, og som ved Norrbro danner små stryg. Efter Helgeandsholmen og strygene øst for Norrbro går Norrström over i et bredere og roligere løb. Her begynder Strömmen som strækker sig et stykke videre ud i Saltsjön. Ved Strömbroen slutter Norrström. 
Norrström har givet navn til afvandingsområdet, som dannes af Mälaren og Hjälmaren med tilhørende vandløb. Afvandingsområde er på 22.650 km². Med en middelvandføring på 160 m³/s er Norrström Sveriges tiende største flodsystem. Blandt de største tilløbsfloder til Mälaren er Eskilstunaån, Arbogaån, Kolbäcksån og Fyrisån.
I Norrström fanges hundredvis af laks og ørred hvert år og sportsfiskere er et almindeligt syn. I år 2000 blev der taget en laks her, som vejede næsten 22 kg. Der findes over 30 forskellige fiskearter i Norrström, hvilket gør den til det artrigeste fiskeområde i Stockholmsregionen. Siden 1970'erne har der været drevet en aktiv fiskeforvaltning, og laks og ørred er blevet sat ud.